# Неман
Не́ман (бел. Нёман, лит. Nemunas — Нямунас, рус. дореф. Нѣманъ, нем. Memel — Мемель) — река в Беларуси, Литве и Калининградской области России. Длина реки — 937 км, площадь водосборного бассейна — 98 200 км², среднегодовой расход воды — 678 м³/с. В нижнем течении является важной приграничной рекой, служит государственной границей между Россией и Литвой.

## География
Река берёт начало к югу от Минской возвышенности, затем течёт в извилистом русле по так называемой Неманской низменности, а в нижнем течении — по Среднелитовской и Приморской низменностям (в районе дельты Немана последняя известна как Нижненеманская низменность). Впадает в Куршский залив Балтийского моря, образуя дельту с островами. Основные рукава в дельте: Гилия (Матросовка, левый) и Русне, который также делится на полноводный рукав Скирвите (Северная) и широкий, но мелководный Атмата (правый).

## Происхождение названия
По А. Погодину и Т. Лер-Сплавинскому, гидроним возник из финского niemi «ряд холмов, мыс», однако против такого толкования выступает М. Фасмер.
По К. Буге, название гибридное от балтийской основы мун в сочетании со славянским отрицанием не. В процессе ассимиляции мун превратилось в ман. В. А. Жучкевич полагал, что основа мун — финская.
По А. Кочубинскому, название происходит из жмудского naminis «домашний, наша река».
По мнению литуаниста Кястутиса Дямяряцкаса, гидронимы «Немунас» и «Мемеле» одного происхождение и производятся от лит. mėmė, memelis, mimelis, латыш. mems (мямля, немой) лит. nėmti (неметь), так Немана можно понимать как «немую, тихую реку».

## Гидрография
Река берёт начало на южных склонах Минской возвышенности (здесь она носит название Неманец) и на протяжении 459 км течёт по территории Беларуси до её границы с Литвой.
Там, где Неман пересекают моренные гряды, долина врезается на глубину до 40 м, сужается до 1,5—5 км, и приобретает каньонообразный облик (Мостовские, Гродненские Ворота). Дно русла становится каменистым и нередко порожистым. На разделяющих гряды озёрно-ледниковых низинах долина расширяется до 20 км. Здесь пойма изобилует старицами, дно становится песчаным, в русле появляется много островов. Склоны долины везде асимметричны — на одних участках более высоким является правый, на других — левый берег. В долине хорошо выделяются три надпойменные террасы. Ширина реки в верхнем течении составляет 30—40 м, у г. Мосты — 120—150 м, а в нижнем течении — 200—400 м, местами даже до 640 м.

## Гидрология
| Средний расход воды (м³/с) реки Неман по месяцам с 1812 по 1993 гг. (замеры производились на гидрологическом посту в Смалининкай) |

В бассейне Немана имеется множество мелких озёр, озёрность достигает 2,5 %. Питание смешанное с преобладанием снегового, в низовьях — дождевого. Среднегодовой расход воды — 678 м³/с. Весеннее половодье с середины марта до конца мая; летом межень, прерываемая дождевыми паводками, более характерными для осени и зимы. В устье в межень существенна роль сгонов и нагонов воды ветром. Осенний ледоход с конца ноября по декабрь. Замерзает обычно в декабре, но зимой возможно временное вскрытие и ледоход. Вскрывается в конце марта, иногда в феврале или апреле.

## Русне
Ру́сне (лит. Rusnė, нем. Russ) — часть Немана от истока реки Матросовки до одноимённого острова Русне. До XIX века Русне вместе с Гильей (нынешней Матросовкой) считались рукавами Немана, но после ряда гидротехнических работ, проведённых на реке, включая перенос места истока Гильи посредством искусственно созданного канала, потеряла значение отдельной географической единицы. Сегодня название Русне для этой части Немана используется крайне редко, в основном в литовских источниках.
Водоток начинается в 10 км ниже по течению от города Советск, где от Немана ответвляется рукав Матросовка (55°07′25″ с. ш. 21°45′34″ в. д.). Матросовка получает 20 % стока, а Русне — 80 % годового стока Немана.
Посередине водотока проходит государственная граница Российской Федерации и Литовской Республики. Перед посёлком Русне разветвляется (55°17′41″ с. ш. 21°22′57″ в. д.) на протоку Атмата (правый рукав) и протоку Северная (левый рукав). По данным наблюдений за 2001—2004 годы средний расход воды составил 322,74 м³/с.

## Притоки
Неман имеет около 180 притоков. Из них имеют длину более 100 км: Мяркис, Вилия (Нерис) (510 км), Березина (226 км), Нявежис, Дубиса, Юра и Миния (правые), а также Щара (325 км) и Шешупе (298 км), Свислочь, Зельвянка (170 км), Чёрная Ганьча (145 км), Уша (105 км), Гавья (длина 100 км) — (левые).

## Хозяйственное использование
Регулярное судоходство на Немане начинается от Бирштонаса, отрезано от нижнего течения плотиной Каунасской ГЭС, не имеющей шлюза. На территории Беларуси по реке курсируют прогулочные теплоходы и баржи с песком и древесиной. За Каунасом судоходство существует только до Юрбаркаса, дальше суда не могут следовать в связи с тем, что в нижнем течении реки по руслу проходит российско-литовская граница[уточнить].
В 2012 году около города Гродно введена в строй Гродненская ГЭС.
Огинский канал соединяет реку с Днепром, Августовский канал — с Вислой.
На реке расположены Каунасская ГЭС и Гродненская ГЭС, города Столбцы, Берёзовка, Мосты, Гродно, Друскининкай, Алитус, Пренай, Бирштонас, Каунас, Юрбаркас, Смалининкай, Неман, Советск, Русне.